# Pentodon idiota
Pentodon idiota är en skalbaggsart som beskrevs av Herbst 1789. Pentodon idiota ingår i släktet Pentodon och familjen Dynastidae.

## Underarter
Arten delas in i följande underarter:
- P. i. memnon
- P. i. gumariensis

## Bildgalleri

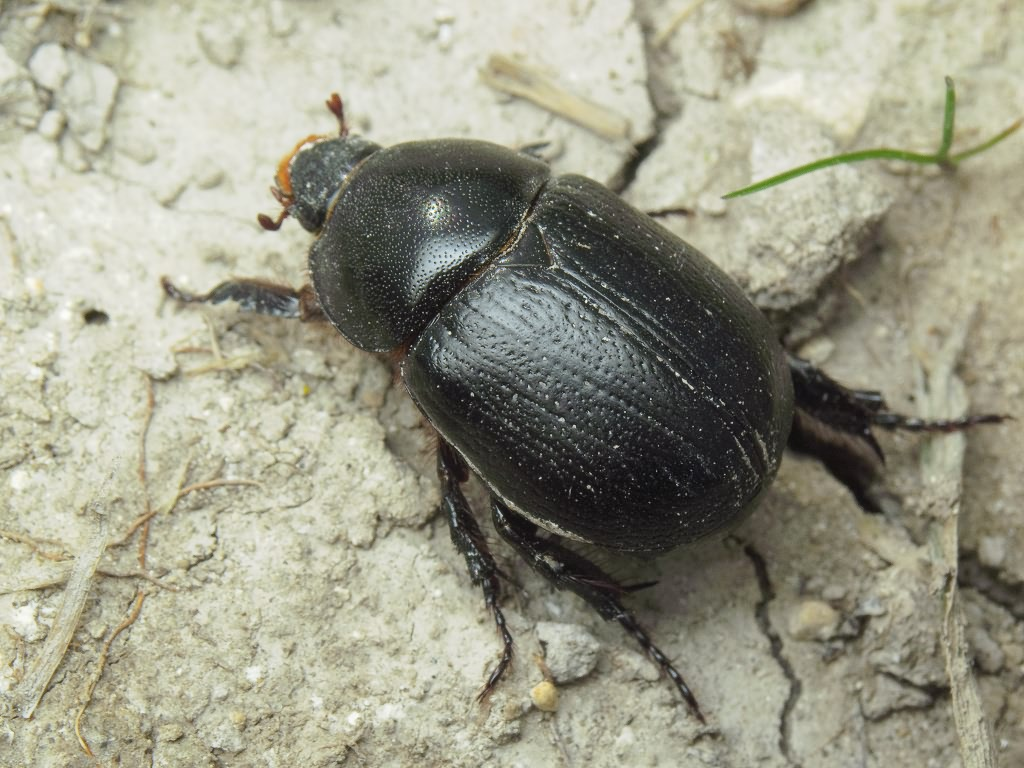
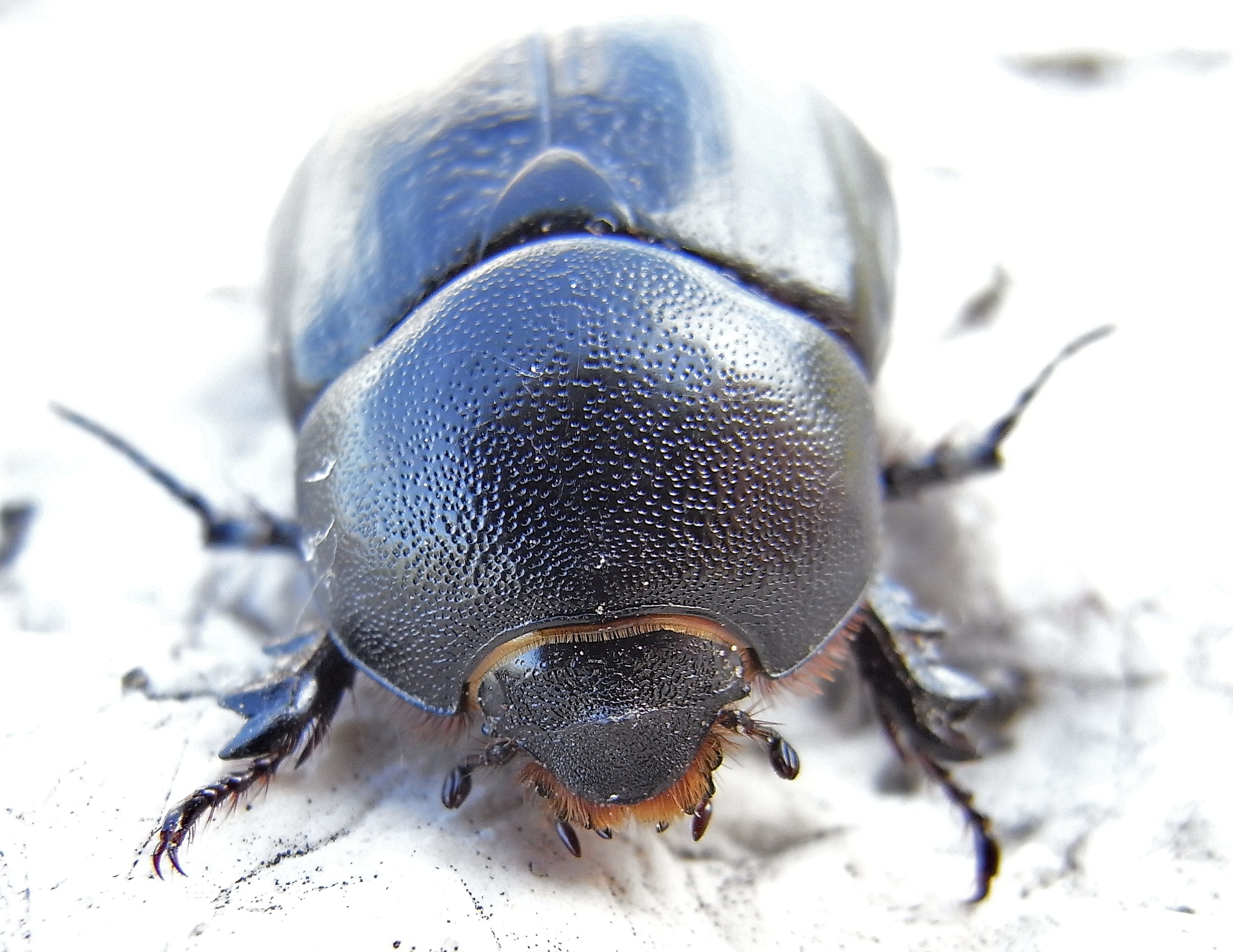
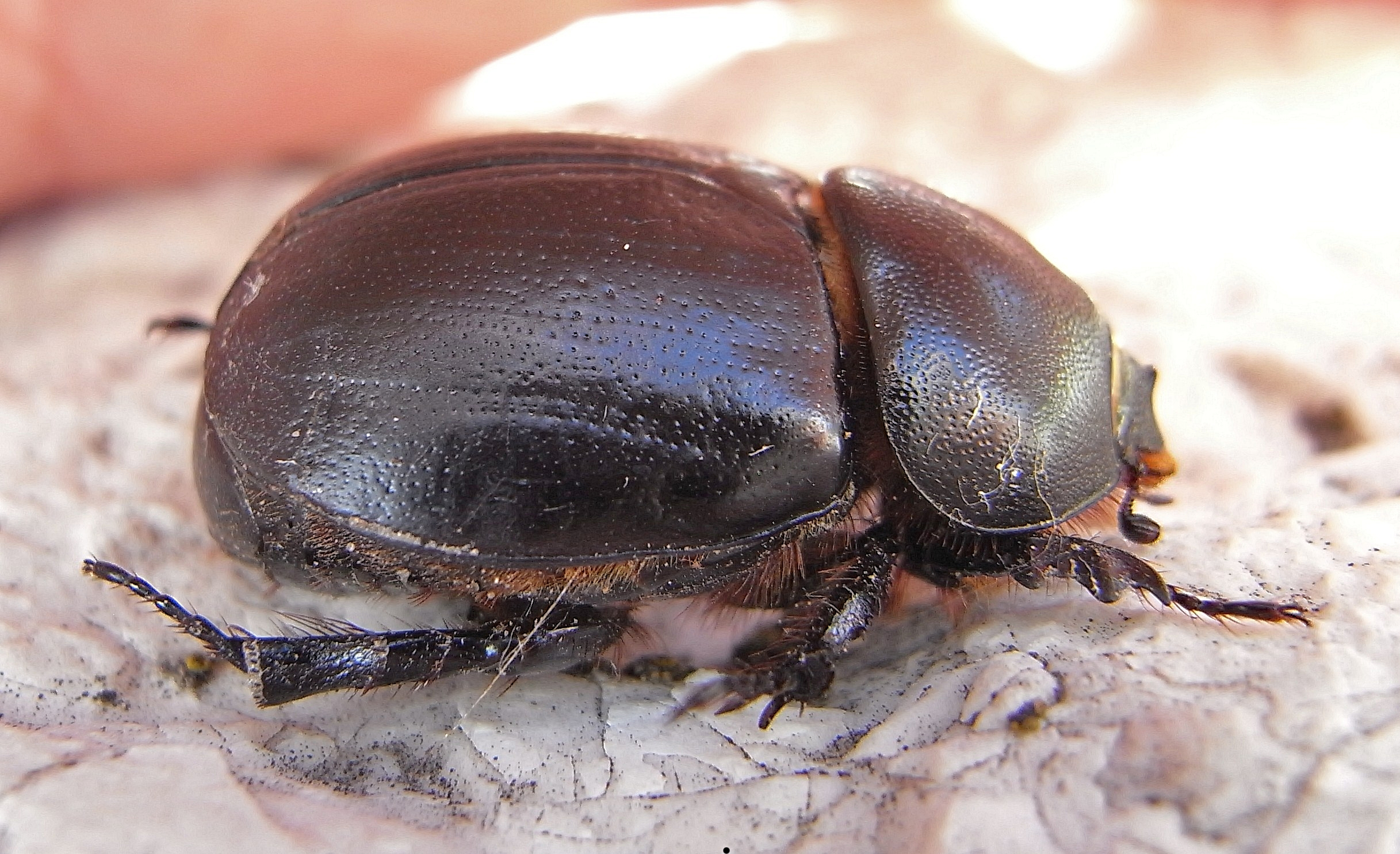